# Liste der Kulturdenkmale im Concelho Castelo de Vide
In der Liste der Kulturdenkmale im Concelho Castelo de Vide sind alle klassifizierten Kulturdenkmale des portugiesischen Kreises Castelo de Vide aufgeführt.

## Kulturdenkmale nach Freguesia

### Nossa Senhora da Graça de Póvoa e Meada
| Bezeichnung                                  | Kategorie   | Typ      | Klasse | Jahr | DGPC  | SIPA | Bild |
| -------------------------------------------- | ----------- | -------- | ------ | ---- | ----- | ---- | ---- |
| Anta da Tapada dos Matos, Anta dos Mosteiros | Archäologie | Anta     | SIP    | 2012 | 72348 | 3237 |      |
| Anta do Pai Anes                             | Archäologie | Anta     | IIP    | 1997 | 72347 | 2059 |      |
| Barragem romana da Tapada Grande             | Archäologie | Staudamm | IIP    | 1997 | 74093 | 4580 |      |

### Santa Maria da Devesa
| Bezeichnung                                                      | Kategorie                | Typ     | Klasse | Jahr | DGPC   | SIPA  | Bild |
| ---------------------------------------------------------------- | ------------------------ | ------- | ------ | ---- | ------ | ----- | ---- |
| Anta da Casa dos Galhardos                                       | Archäologie              | Anta    | MN     | 1910 | 70165  | 3744  |      |
| Anta das Tapadas de Pedro Álvaro                                 | Archäologie              | Anta    | MN     | 1910 | 70246  | 3219  |      |
| Anta do Porto Aivado, Anta do Porto Alvado                       | Archäologie              | Anta    | IIP    | 1997 | 72751  | 4593  |      |
| Anta do Vale de Sancho, Anta do Vale da Estrada                  | Archäologie              | Anta    | IIP    | 1997 | 72749  | 4582  |      |
| Anta dos Olheiros                                                | Archäologie              | Anta    | IIP    | 1997 | 72750  | 4592  |      |
| Anta dos Pombais                                                 | Archäologie              | Anta    | MN     | 1910 | 70247  | 3227  |      |
| Casa e Jardim do Pintor Ventura Porfírio                         | Architektur              | Gebäude | IM     | 2003 | 72563  | 25951 |      |
| Casa na Rua Nova, n.º 24                                         | Architektur              | Gebäude | IM     | 1977 | 71000  | 3769  |      |
| Castelo de Castelo de Vide                                       | militärische Architektur | Kastell | MN     | 1910 | 70446  | 4572  |      |
| Igreja de Nossa Senhora da Alegria, Convento de Santa Catarina   | religiöse Architektur    | Kirche  | MIP    | 2012 | 155626 | 28398 |      |
| Igreja de Santo Amaro, Igreja da Misericórdia de Castelo de Vide | religiöse Architektur    | Kirche  | MIP    | 2014 | 71609  | 1621  |      |
| Menhir da Meada                                                  | Archäologie              | Menhir  | MN     | 2013 | 70245  | 1756  |      |

### Santiago Maior
| Bezeichnung                                          | Kategorie             | Typ     | Klasse | Jahr | DGPC  | SIPA | Bild |
| ---------------------------------------------------- | --------------------- | ------- | ------ | ---- | ----- | ---- | ---- |
| Anta de Melriça, Anta da Fonte das Mulheres          | Archäologie           | Anta    | MN     | 1910 | 69822 | 3718 |      |
| Anta da Várzea dos Mourões                           | Archäologie           | Anta    | MN     | 1910 | 69821 | 3212 |      |
| Anta do Cerejeiro                                    | Archäologie           | Anta    | IIP    | 1997 | 74909 | 4594 |      |
| Anta do Junçal, Anta do Jocel                        | Archäologie           | Anta    | IIP    | 1997 | 74912 | 4595 |      |
| Anta do Couto do Zé Godinho, Anta do Vale da Estrada | Archäologie           | Anta    | IIP    | 1997 | 74915 | 4589 |      |
| Anta dos Coureleiros I                               | Archäologie           | Anta    | IIP    | 1997 | 74911 | 4588 |      |
| Anta dos Coureleiros II                              | Archäologie           | Anta    | MN     | 1910 | 69823 | 4577 |      |
| Anta dos Coureleiros III                             | Archäologie           | Anta    | IIP    | 1997 | 74914 | 4587 |      |
| Anta dos Coureleiros IV                              | Archäologie           | Anta    | IIP    | 1997 | 74910 | 4581 |      |
| Anta dos Coureleiros V                               | Archäologie           | Anta    | IIP    | 1997 | 74913 | 3872 |      |
| Igreja de São Tiago Maior                            | religiöse Architektur | Kapelle | MIP    | 2014 | 71608 | 3231 |      |

### São João Baptista
| Bezeichnung                                         | Kategorie             | Typ     | Klasse | Jahr | DGPC    | SIPA | Bild |
| --------------------------------------------------- | --------------------- | ------- | ------ | ---- | ------- | ---- | ---- |
| Anta de Fonte de Mouratão, Anta do Mouratão         | Archäologie           | Anta    | MN     | 1910 | 70260   | 3724 |      |
| Anta da Nave do Grou, Anta do Sobral                | Archäologie           | Anta    | MN     | 1910 | 70261   | 3720 |      |
| Anta do Alcogulo II                                 | Archäologie           | Anta    | IIP    | 1997 | 72834   | 4586 |      |
| Anta do Alcogulo III                                | Archäologie           | Anta    | IIP    | 1997 | 72836   | 4596 |      |
| Anta do Tapadão da Relva                            | Archäologie           | Anta    | IIP    | 1997 | 72837   | 4583 |      |
| Antas da Coutada de Alcogulo                        | Archäologie           | Anta    | MN     | 1910 | 70259   | 1681 |      |
| Casa Amarela, Casa Magessi, Casa de Philippe Orengo | Architektur           | Gebäude | MIP    | 2012 | 72052   | 3242 |      |
| Ermida de Nossa Senhora da Penha                    | religiöse Architektur | Kapelle | SPL    |      | 71374   | 7358 |      |
| Fonte da Vila                                       | Architektur           | Brunnen | IIP    | 1953 | 73359   | 3207 |      |
| Igreja e antigo Convento de São Francisco           | religiöse Architektur | Konvent | MIP    | 2014 | 6165300 | 7357 |      |

## Nachweise
1. 1 2 3 4 5  
PM – Património Mundial · MN – Monumento Nacional · IIP – Imóvel de Interesse Público · MIP – Monumento de Interesse Público · CIP – Conjunto de Interesse Público · SIP – Sítio de Interesse Público · IIM – Imóvel de Interesse Municipal · IM – Monumento de Interesse Municipal · CIM – Conjunto de Interesse Municipal · SIM – Sítio de Interesse Municipal · VC – Em vias de classificação · SPL – Sem proteção legal